# William Grimsby
William Grimsby (* um 1420; † um 1483) war ein englischer Esquire (Edelknecht).

## Leben
William Grimsby war ein treuer Anhänger des Hauses Lancaster und ein zuverlässiger Vasall König Heinrichs VI.
In den 1450er Jahren wurde er zum Esquire of the Kings Body ernannt und erhielt im Laufe der Zeit einige wichtige Ämter in der königlichen Finanzverwaltung. So wurde er Treasurer of the Kings Chamber,
Keeper of the Jewels, Under-Treasurer of the Exchequer at Westminster, Deputy Treasurer of England.
Grimsby war für den König ab 1456 der wichtigste Bote, der zwischen London und den Midlands, wo sich Heinrich VI. häufig aufhielt, hin und her reiste, um seinem Herrn Geld aus der Staatskasse zu bringen.
Während der Rosenkriege kämpfte William Grimsby für Lancaster bei der Schlacht von Wakefield (1460), bei Towton (1461) und Tewkesbury (1471).
Nach der Niederlage bei Towton wurde Grimsby durch das erste Parlament unter Eduard IV. mit einer Bill of Attainder belegt, so dass er in England all seine Rechte und Besitztümer verlor. Er folgte Margarete von Anjou ins Exil nach Frankreich und weilte dort an Margarete´s Hof in Kœur.
Laut einer Quelle soll Grimsby schon 1469 nach England zurückgekehrt sein und durch König Eduard IV. Pardon erhalten haben.
Er kam aber spätestens 1471 mit Margarete von Anjou nach England zurück und kämpfte am 4. Mai 1471 für Margarete in Tewkesbury gegen Eduard IV.
Nach der verlorenen Schlacht, so andere Quellen, gewährte Eduard IV. Pardon und die Bill of Attainder wurde ein Jahr später aufgehoben.
Im Jahr 1480 wurde Grimsby Joint Controller des Londoner Hafens.
William Grimsby starb 1483.

## Ehe und Nachkommen
William Grimsby war mit Anne Moton of Peckleton, eine Tochter des Reginald Moton, verheiratet.
Das Paar hatte zumindest eine Tochter:
- Anne ⚭ Richard Vincent of Messingham[13]